# Konstantin von Kaufman
Konstantin von Kaufman (ur. 3 marca 1818 w Dęblinie, zm. 4/16 maja 1882 w Taszkencie) – rosyjski generał i działacz państwowy, dowodzący wojskami rosyjskimi podczas podboju emiratu Buchary i chanatu Chiwy, pierwszy generał-gubernator Turkiestanu (1867-1882).

## Życiorys
Był drugim synem rosyjskiego generała pochodzenia austriackiego Piotra Fiodorowicza von Kaufmana (1784-1849) i jego żony, Polki wyznania ewangelicko-reformowanego, Emilii z Watsonów, córki Roberta Watsona.
Służbę wojskową w armii rosyjskiej rozpoczął w 1839. Walczył w wojnie kaukaskiej, od 1843 w Oddzielnym Korpusie Kaukaskim. Dowodził budową umocnień w dolinie Samuru. Podczas wojny krymskiej był p.o. szefa sztabu polowego Armii Kaukaskiej. Brał udział w oblężeniu Karsu i uzgodnił z brytyjskim gen. Williamem Fenwickiem Williamsem warunki kapitulacji miasta.
W 1861 został dyrektorem kancelarii ministerstwa wojny, wspólnie z Dmitrijem Milutinem wdrażał reformę rosyjskiej armii. Od 1864 posiadał stopień generała-adiutanta. W 1865 został generał-gubernatorem wileńskim, kowieńskim i grodzieńskim, dowódcą wileńskiego okręgu wojskowego i naczelnikiem guberni witebskiej i mohylewskiej. Zdemaskował urzędnika Ministerstwa Finansów Jozafata Ohryzkę jako komisarza powstania styczniowego na Petersburg. W 1865 doprowadził do wydania przez ministra spraw wewnętrznych Piotra Wałujewa specjalnego okólnika zabraniającego druku w języku litewskim oraz języku żmudzkim przy użyciu alfabetu łacińskiego. Zakazał posługiwania się językiem polskim w urzędach, teatrach, klubach i kościołach, a także podczas ulicznych zgromadzeń. W styczniu 1866 r. powołał Komisję Rewizyjną, której zadaniem było zebranie kompletnych informacji o duchowieństwie rzymskokatolickim działającym na terenie generał-gubernatorstwa i która rozważała również możliwość wprowadzenia języka rosyjskiego do nabożeństw katolickich, nie dochodząc jednak w tej sprawie do wspólnego stanowiska.
W czerwcu 1867 powierzono mu stanowisko generał-gubernatora Turkiestanu i dowódcy Turkiestańskiego Okręgu Wojskowego. Skierowanie go do Turkiestanu mogło być dowodem carskiej niełaski (nie jest jednak jasne, z jakiego powodu) lub wynikiem intrygi. Dowodził wojskami rosyjskimi podczas podboju Azji Środkowej. Jeszcze w tym samym roku odniósł zwycięstwo nad emirem Buchary Muzaffarem i zajął Samarkandę. Rezultatem podboju było zawarcie w 1868 traktatu, w którym Buchara zrzekała się na rzecz Rosji Samarkandy, Katta Kurganu oraz okręgu zerawszańskiego, jak również zobowiązywała się wpłacić 500 tys. rubli kontrybucji i zagwarantować rosyjskim kupcom prawo swobodnego handlu w emiracie. Niepodległość emiratu faktycznie pozostawała iluzoryczna. W 1873 wojska pod dowództwem von Kaufmana zajęły również Chanat Chiwy. Rok po tym wydarzeniu von Kaufman otrzymał awans na stopień generała-inżyniera.
Jako gubernator Turkiestanu posiadał faktycznie nieograniczoną władzę w podbitej Azji Środkowej, odpowiadając jedynie przed carem za swoją politykę. Nie był przy tym w żaden sposób przygotowany merytorycznie do zarządzania tym obszarem, nie znał jego specyfiki i polegał na radach lepiej zorientowanych w tych zagadnieniach generałów. Wobec ludności muzułmańskiej podbitych obszarów von Kaufman stosował politykę „ignorowania islamu” – władze rosyjskie nie ingerowały w sprawy religii, starały się jedynie pozyskać lojalność najbardziej wpływowych przywódców muzułmańskich. Spodziewano się, że ci z kolei skłonią ludność do akceptacji władzy carskiej, jednak założenie to nie przynosiło spodziewanych efektów. Kaufman nie popierał idei prowadzenia wśród ludności Azji Środkowej misji prawosławnej, a gdy car w 1871 zgodził się na erygowanie eparchii taszkenckiej i turkiestańskiej, gubernator wymusił umieszczenie rezydencji biskupiej nie w Taszkencie, a w Wiernym. Zlikwidował w Azji Środkowej niewolnictwo, otworzył w Turkiestanie 60 szkół, w tym dwa gimnazja męskie i dwa żeńskie oraz bibliotekę publiczną. Wspierał ekspedycje i badania naukowe służące poznaniu regionu. W odróżnieniu od większości oficerów służących w jego administracji wojskowej nie brał łapówek. Nie dokończył natomiast planowanej akcji kolonizacyjnej, ograniczając się do założenia pod Taszkentem jednej osady. Od roku 1881 wskutek choroby był sparaliżowany. Rok później zmarł i został zgodnie ze swoim życzeniem pochowany w Taszkencie. W mieście, przed rewolucją październikową, istniał jego pomnik oraz noszący jego imię prospekt.
Żonaty z Julią Kaufman. 
Po 1860 r. otrzymał jako donację rodową dobra Grabkowo i Dziardonie w Królestwie Polskim.